# Utricularia aurea
Utricularia aurea — вид рослин із родини пухирникових (Lentibulariaceae).

## Біоморфологічна характеристика
Це водна багаторічна плавуча трава. Ризоїди зазвичай присутні, веретеноподібні, роздуті, з ниткоподібними гілками. Стебло (столони) мономорфне, ниткоподібне. Пастки на листкових сегментах, на ніжках, косо-яйцеподібні, 1–4 мм. Листки дуже численні, ниткоподібні, з 3–4 основними сегментами, вторинні сегменти перисто-розділені, кожна периста далі дихотомічно розділена на численні капілярні сегменти з бічними й верхівковими щетинками. Суцвіття прямовисне. Квіток 5–10; частки чашечки нерівні, яйцеподібні з підгострою верхівкою; віночок блідо-жовтий з жовтувато-коричневими прожилками, зовні запушений; верхня губа широко яйцеподібна, верхівка округла; нижня губа еліптична, верхівка закруглена; піднебіння запушене. Шпора циліндрична з вузько конічною основою. Коробочка куляста. Насіння дископодібної форми, з вузькими крилами.

## Поширення
Зростає від південного сходу Азії до Австралії: Австралія, Бангладеш, Камбоджа, Китай (Хенань, Гуансі, Хейлунцзян, Шаньдун, Аньхой, Цзянсі, Фуцзянь, Цзянсу, Чжецзян, Хунань, Хубей, Гуандун, Сичуань, Юньнань, Хайнань, Цзілінь, Внутрішня Монголія, Ляонін), Гонконг, Індія, Індонезія, Японія, Лаос, Малайзія, М'янма, Непал, Філіппіни, Шрі-Ланка, Тайвань, Таїланд, В'єтнам.
Населяє озера, ставки, річкові заводі, рисові поля та канави; від рівня моря до 2700 метрів.

## Використання
Цю рослину часто використовують в акваріумах. Використовується як припарка для загоєння ран.

## Галерея

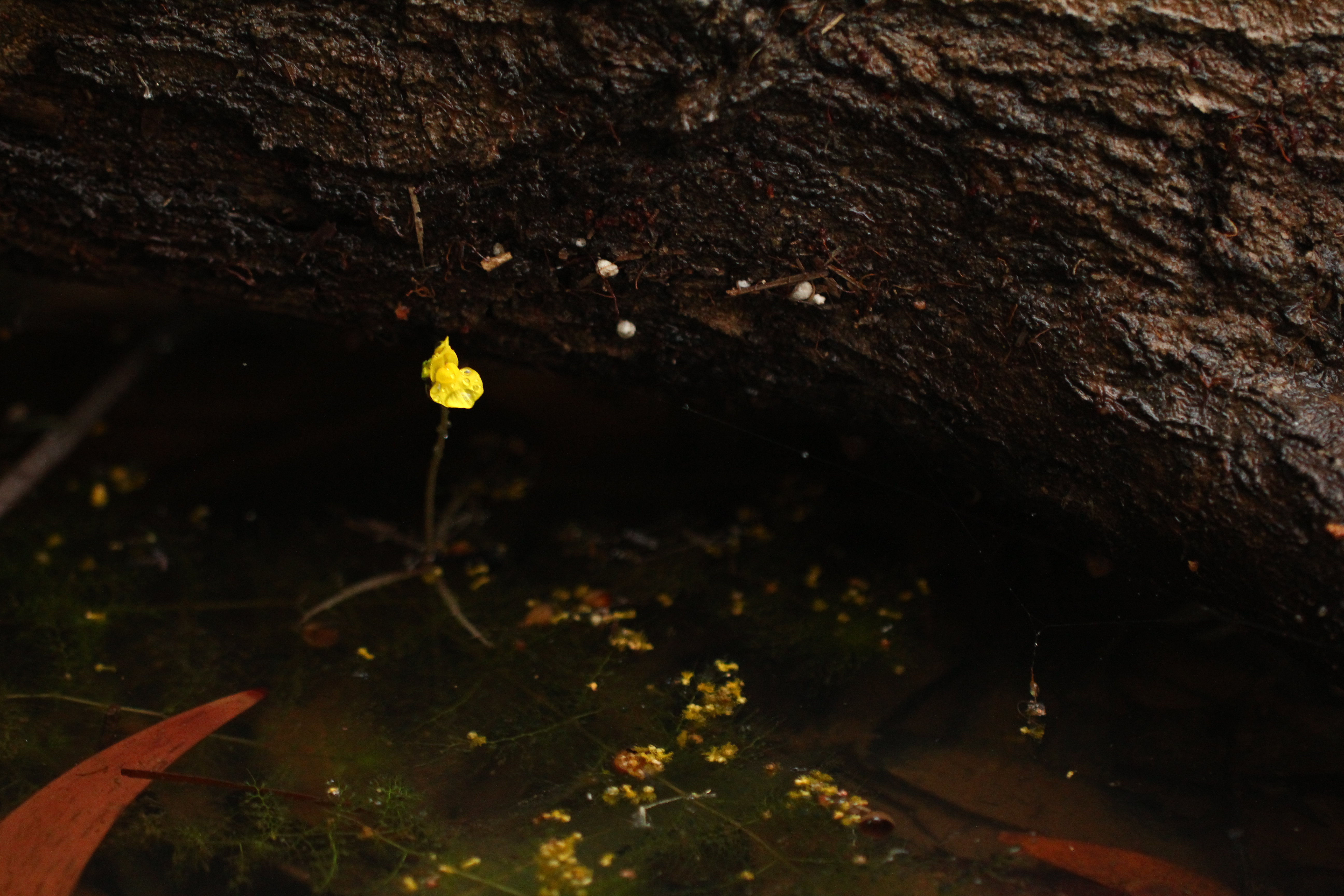
рослина в середовищі проживання
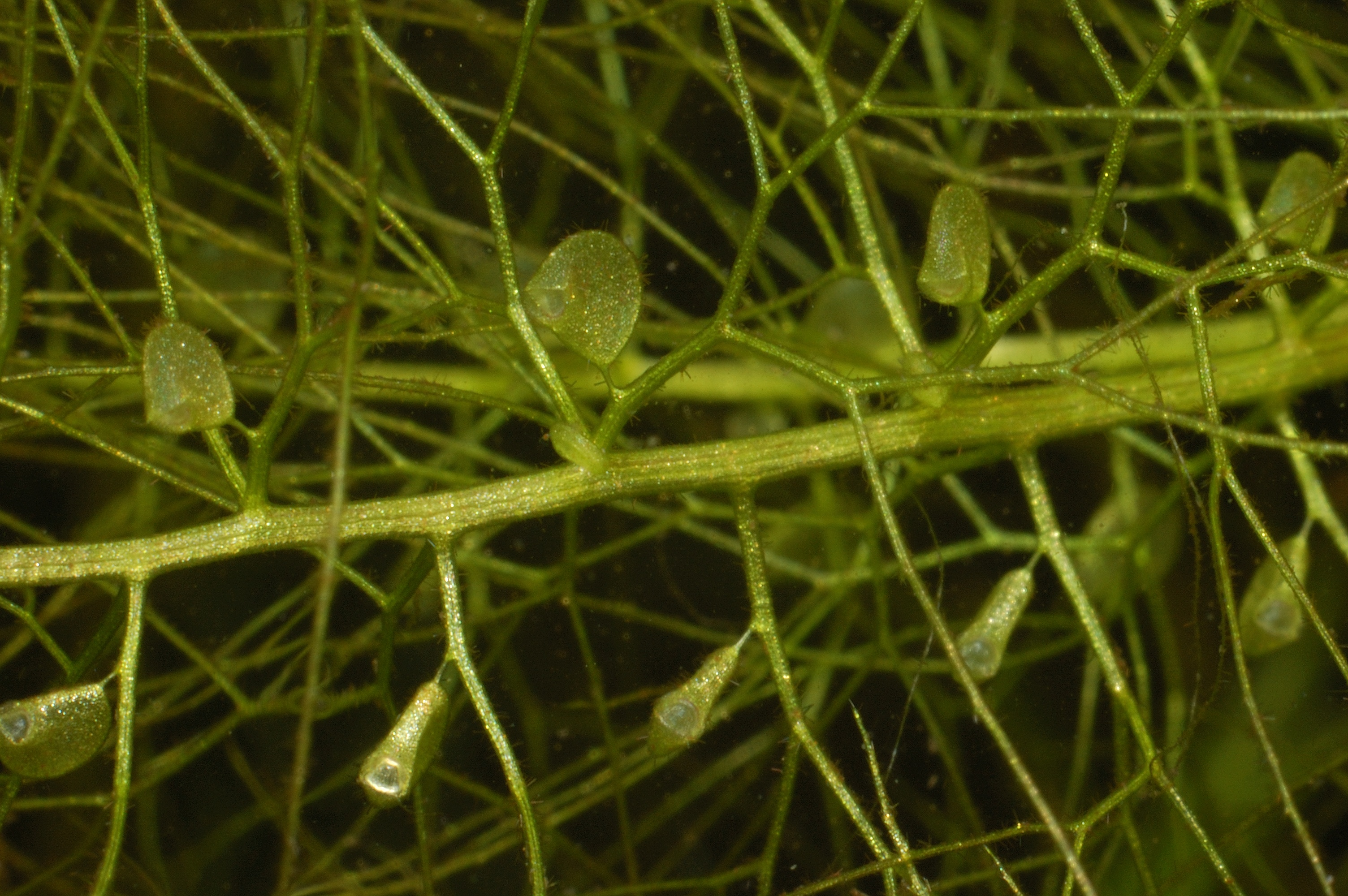
пастки